# Pucok
Pucok is een bestuurslaag in het regentschap Pidie van de provincie Atjeh, Indonesië. Pucok telt 858 inwoners (volkstelling 2010).